# Loek Marreck
Louis (Loek) Marreck (Hilversum, 1954) is een Nederlands televisieregisseur en producent.

## Loopbaan
Marreck werkte na zijn opleiding eerst als geluidstechnicus en daarna als video-editor bij de NOS. In 1989 ging hij werken als regisseur bij de VARA. Zo regisseerde hij in 1989 het succesvolle tv-programma Kinderen voor Kinderen als opvolger van Bob Rooyens. De afleveringen werden onder andere gehost door Herman van Veen en Youp van 't Hek. Bij Kinderen voor Kinderen 12 Kinderen voor Kinderen aflevering 11 won de Kinderkastprijs, een tweede plaats op het Post Montreux festival in Moskou en de eerste prijs op het Childrens Film Festival in New York. Verder regisseerde hij diverse talkshows en theaterregistraties. Sinds 1992 heeft hij in Hilversum en Portugal het productiebedrijf "Marreck Media Producties" (MMP).

## Tv-programma's
- 1986: Weg van de snelweg
- 1988: Leven in de gouden eeuw
- 1989: Kinderen voor Kinderen 10
- 1990: Kinderen voor Kinderen 11
- 1991: Kinderen voor Kinderen 12
- 1991: Jules Unlimited
- 1992: De waterspiegel
- 1993: Backstage
- 1993: Karel
- 1995: Allemaal familie
- 1996: Theatercafé
- 1998: Harde noten
- 1999: De vrije gedachte
- 2000: Alle dieren tellen mee
- 2001: De ochtenden
- 2003: Vaders